# Rhopus stepanovi
Rhopus stepanovi är en stekelart som beskrevs av Yin-Xia Liao 1961. Rhopus stepanovi ingår i släktet Rhopus och familjen sköldlussteklar. Inga underarter finns listade i Catalogue of Life.